# А-Прінт
«А-Прінт» — видавництво в Тернополі.

## Історія
Видавництво засновано 19 грудня 2003, діє від 2004 року. З початку заснування тиражі друку виросли з 1,5 мільйона газет у місяць до 7 мільйонів.
Спеціалізація — друкування газет і рекламної продукції; працює на обладнанні фірми «Solna» (Швеція) — на рулонних офсетних друкарських машинах SOLNA D30/D300 та MAN Uniman.
Директор — Вадим Перець.

## Видання
У 2008 тут друкувалося понад 70 періодичних видань із Вінниці, Житомира, Івано-Франківська, Луцька, Львова, Тернополя, Хмельницького та інших міст.
Деякі періодичні видання, що друкувалися (друкуються) у видавництві:
- «Вільне життя плюс»
- «Божий сіяч»,
- «20 хвилин»,
- «Досьє-02» та інші.